# Artur London
Artur London (Ostrava, 1º febbraio 1915 – Parigi, 8 novembre 1986) è stato un politico e scrittore ceco, appartenente al partito comunista e co-imputato nel processo Slánský.

## Biografia
Nacque ad Ostrava, da una famiglia ebrea.
London visse a Mosca tra il 1934 e il 1937. Nel 1937, durante la guerra civile spagnola, partì per Barcellona, dove lavorò per il SIM (Servizio di Informazione militare), un servizio segreto nato dal sovietico NKVD.
Si trasferì in Francia dopo la sconfitta dei Repubblicani. Durante la seconda guerra mondiale fu attivo nella Resistenza francese; fu arrestato dai nazisti e internato nel campo di concentramento di Mauthausen. Dopo la guerra visse in Svizzera ma presto si trasferì con la famiglia a Praga, dove divenne una figura di riferimento del Partito Comunista di Cecoslovacchia fino ad essere nominato viceministro degli affari esteri nel 1948.
Nel 1951 fu arrestato e fu imputato insieme a Rudolf Slánský nel processo Slánský, uno dei molti processi politici che dirimevano le controversie interne al Partito comunista. Accusato di essere sionista, trockista e titoista, fu costretto a confessare e fu condannato all'ergastolo. Dopo il processo Slánský, London collaborò con le autorità e servì come principale testimone in altri processi politici farsa contro esponenti di spicco del comunismo cecoslovacco, come Eduard Goldstücker, Josef Pavel, Osvald Závodský, Gustáv Husák, Otakar Hromádko e altri.
In seguito alla morte di Stalin nel 1953, London fu rilasciato nel 1955. Dopo la sua riabilitazione nel 1963, si trasferì in Francia con la moglie Lise London, una militante comunista francese che aveva incontrato a Mosca. Nel 1963, London pubblicò Espagne, un libro sulla sua esperienza nella guerra civile spagnola. La coppia scrisse il libro L'Aveu (1968), un resoconto autobiografico delle sue vicende nel processo di Praga. La traduzione inglese, The Confession a cura di Alastair Hamilton, fu pubblicata nel 1968 e London acquistò per questo notorietà internazionale.
Dal libro fu tratto il film del 1970 La confessione, diretto da Costa-Gavras e interpretato da Yves Montand e Simone Signoret. Chris Marker produsse il cortometraggio On vous parle de Prague: Le deuxième procès d'Artur London, un documentario sulla realizzazione del film. Lise, più tardi, ha narrato la vicenda nel documentario A Trial in Prague (2002), diretto da Zuzana Justman.
Artur London morì a Parigi nel 1986, all'età di 71 anni. Lise morì nel 2012, all'età di 96 anni.